# Drew Moor
Drew Moor (Dallas, 15 de janeiro de 1984) é um futebolista norte-americano que atua como zagueiro. Atualmente, joga pelo Colorado Rapids.

## Títulos
Universidade de Indiana
- NCAA Division I Men's Soccer Championship: 2004

Colorado Rapids
- Major League Soccer Conferência Leste: 2010
- MLS Cup: 2010

Toronto FC
- Campeonato Canadense: 2016, 2017, 2018
- MLS Cup: 2017